# Come and see us
Come and see us är ett språkprogram från 1977 som handlar om de engelska ungdomarna Martin, Carol, Janet och Alan. På sommarlovet bjuds syskonen Martin och Carol av sina kusiner Janet och Alan till deras hem på landsbygden. Där är de med om olika äventyr och upptåg.
Come and see us syftade till att lära svenska elever engelska.
I introt dansar huvudrollsinnehavarna till låten "Nice and Slow" med Shawn Elliott Santiago.

## Roller
| Spencer Wright     | – Martin |
| Elaine Button      | – Carol  |
| Karen Scargill     | – Janet  |
| Nicholas Lyndhurst | – Alan   |

## Avsnitt
1. The 2 o'clock train
2. Where's Captain?
3. Martin and the dog
4. I'll get you!
5. Have a sandwich